# Лебединська ратуша
Лебединська ра́туша — колишнє приміщення міської управи міста Лебедина (Сумська область). 
Розташована в центрі міста Лебедин, на Соборній площі. 
Побудована в 1915 році у стилі раціонального модерну. Архітектор невідомий. Будівля має два поверхи, по центру розташований ризаліт, висока квадратна вежа з восьмигранною ротондою і куполом. Вхід до приміщення, над яким розміщений балкон з металевою загородою, знаходиться по центру. На фасаді також можна помітити велику кількість пілястрів, якими прикрашена споруда. 
З радянських часів і до сьогодні в частині споруди розташована пожежна частина. З 1988 року має статус пам'ятки архітектури та є єдиною будівлею такого типу на сході України, яка збереглась. 

## Світлини

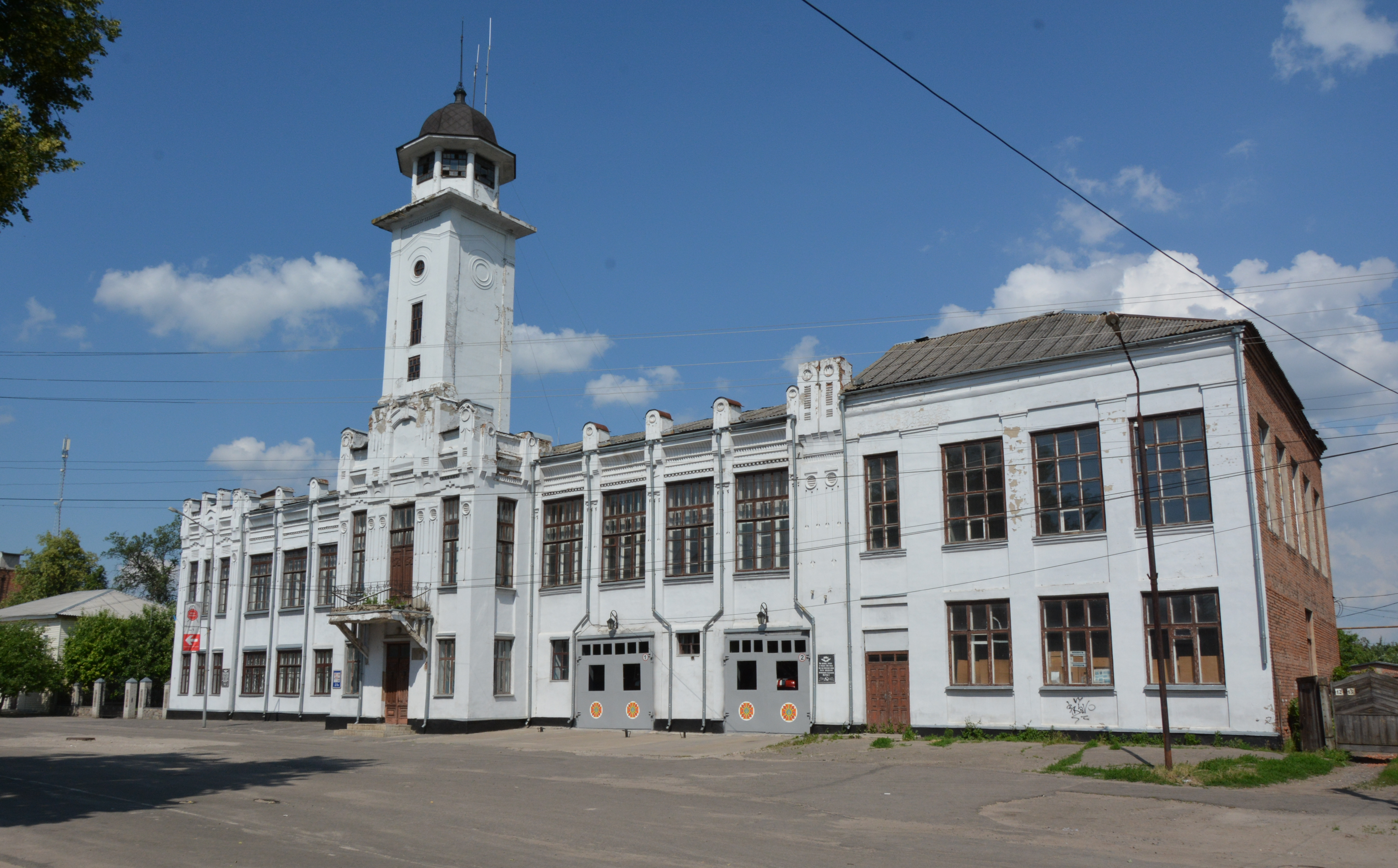
Панорамний вигляд